# Holms församling, Karlstads stift
Holms församling var en församling i Dalslands kontrakt av Karlstads stift. 
Församlingen låg i Melleruds kommun i Västra Götalands län (Dalsland) och ingår i Melleruds pastorat.1 januari 2025 uppgick församlingen i Melleruds församling.

## Administrativ historik
Församlingen hademedeltida ursprung. Omkring 1550 införlivades Östanå församling och 2010 införlivades Järns församling.
Församlingen var till 1 maj 1927 annexförsamling i pastoratet Ör, Dalskog, Gunnarsnäs, Holm, Skållerud och Järn, som till omkring 1550 även omfattade Mustasäters och Östanå församlingar. Från 1 maj 1927 till 1962 var församlingen moderförsamling i pastoratet Holm, Skållerud och Järn. Från 1962 var den moderförsamling i pastoratet Holm och Järn, som 2006 utökades med de församlingar som ingått i Bolstads pastorat. Från 2010 till 2013 var församlingen moderförsamling i pastoratet Holm och Bolstad. Församlingen ingick från 2013 i Melleruds pastorat.
1 januari 2025 uppgick församlingen i Melleruds församling.

## Kyrkor
- Holms kyrka
- Järns kyrka
- Melleruds kapell